# Thecadactylus
Thecadactylus es un género de reptiles escamosos pertenecientes a la familia Gekkonidae. Son geckos que se encuentran en América del Sur, América Central, México y el Caribe.

## Especies
- Thecadactylus rapicauda (Houttuyn, 1782)
- Thecadactylus solimoensis Bergmann & Russell, 2007
- Thecadactylus oskrobapreinorum Köhler & Vesely, 2011